# John Standeford
(en) Statistiques sur pro-football-reference
(en) Statistiques sur statscrew
John William Standeford (né le 15 avril 1982 à Monrovia) est un joueur américain de football américain.

## Enfance
Standeford étudie à la Monrovia High School de sa ville natale, situé dans la banlieue d'Indianapolis. Alors qu'il fait partie des meilleurs joueurs de l'Indiana en basket-ball, il choisit de se diriger vers le football américain en universitaire.

## Carrière

### Université
Il entre à l'université Purdue où il joue avec les Boilermakers sous les ordres de l'entraîneur Joe Tiller. Il sort diplômé en éducation élémentaire. Il a d'ailleurs pour coéquipier Drew Brees ainsi que son frère Jake Standeford.

### Professionnel
John Standeford n'est sélectionné par aucune équipe lors du draft de la NFL de 2004. Il signe comme agent libre non drafté avec les Redskins de Washington et joue le camp d'entraînement avant d'être échangé aux Colts d'Indianapolis. Néanmoins, Indianapolis l'intègre à son équipe d'entraînement durant quatre saisons et ne va jouer aucun match professionnel.
Il est échangé après la saison 2007 aux Lions de Détroit. Il fait ses débuts en professionnel en 2008, jouant neuf matchs dont quatre comme titulaire. Les Lions lui font signer un nouveau contrat lors de la off-season 2009 d'une durée d'un an mais il est libéré le 7 novembre 2009 après n'avoir joué que deux matchs dans cette saison.
En 2010, il se dirige vers les Tuskers de Floride en United Football League. La franchise est renommée en Destroyers de Virginie en 2011 et signe un nouveau contrat avec cette équipe le 28 juin 2011. Le 11 août 2011, il revient en NFL en signant avec les Bengals de Cincinnati alors en pleine pré-saison mais il n'arrive pas à convaincre et est libéré le 23 août. Il retourne chez les Destroyers et remporte le championnat UFL 2011.

## Palmarès
- Équipe de la conférence Big Ten 2002
- Équipe académique All-American 2002 et 2003
- Vainqueur du Super Bowl XLI
- Champion UFL 2011